# 11e étape du Tour d'Espagne 2009
La onzième étape du Tour d'Espagne 2009 s'est déroulée le 9 septembre 2009 entre Murcie et Caravaca de la Cruz sur 191 kilomètres. Cette étape est remportée par l'Américain Tyler Farrar. Alejandro Valverde, conserve la tête du classement général.

## Parcours
Cette étape voit la Vuelta quitter Murcie. Le parcours comprend trois cols, un dans chaque catégorie (première, deuxième et troisième), et aucune d'entre eux n'avaient été visités dans l'histoire de la Vuelta précédemment.

## Récit
La formation Liguigas a roulé toute la journée pour neutraliser dans un premier temps une offensive de Moncoutié, de Txurruka et de Hoogerland. Ensuite, cette même équipe a contrôlé les attaques de Di Gregorio et de Gerdemann dans le final. Dans une arrivée massive un peu désorganisée, Tyler Farrar a remporté sa première victoire en Grand Tour au sprint à Caravaca de la Cruz Philippe Gilbert et Marco Marcato.

## Classement de l'étape
|    | Coureur           | Pays       | Équipe            | Temps           |
| -- | ----------------- | ---------- | ----------------- | --------------- |
| 1  | Tyler Farrar      | États-Unis | Garmin-Slipstream | 5 h 11 min 10 s |
| 2  | Philippe Gilbert  | Belgique   | Silence-Lotto     | m.t.            |
| 3  | Marco Marcato     | Italie     | Vacansoleil       | m.t.            |
| 4  | Iñaki Isasi       | Espagne    | Euskaltel-Euskadi | m.t.            |
| 5  | André Greipel     | Allemagne  | Columbia-HTC      | m.t.            |
| 6  | Alessandro Ballan | Italie     | Lampre-NGC        | m.t.            |
| 7  | Enrico Gasparotto | Italie     | Lampre-NGC        | m.t.            |
| 8  | Christian Knees   | Allemagne  | Milram            | m.t.            |
| 9  | Óscar Freire      | Espagne    | Rabobank          | m.t.            |
| 10 | Matteo Tosatto    | Italie     | Quick Step        | m.t.            |

## Classement général
|    | Coureur            | Pays       | Équipe            | Temps            |
| -- | ------------------ | ---------- | ----------------- | ---------------- |
| 1  | Alejandro Valverde | Espagne    | Caisse d'Épargne  | 45 h 37 min 51 s |
| 2  | Cadel Evans        | Australie  | Silence-Lotto     | + 7 s            |
| 3  | Robert Gesink      | Pays-Bas   | Rabobank          | + 36 s           |
| 4  | Tom Danielson      | États-Unis | Garmin-Slipstream | + 51 s           |
| 5  | Ivan Basso         | Italie     | Liquigas          | + 53 s           |
| 6  | Samuel Sánchez     | Espagne    | Euskaltel-Euskadi | + 1 min 03 s     |
| 7  | Damiano Cunego     | Italie     | Lampre-NGC        | + 2 min 13 s     |
| 8  | Ezequiel Mosquera  | Espagne    | Xacobeo Galicia   | + 2 min 24 s     |
| 9  | Haimar Zubeldia    | Espagne    | Astana            | + 3 min 10 s     |
| 10 | Tadej Valjavec     | Slovénie   | AG2R La Mondiale  | + 3 min 13 s     |

## Classements annexes
| Classement par points | Classement par points | Classement par points | Classement par points | Classement par points |
| Rang                  | Cycliste              | Pays                  | Équipe                | Pts                   |
| --------------------- | --------------------- | --------------------- | --------------------- | --------------------- |
|                       | André Greipel         | Allemagne             | Columbia-HTC          | 99                    |
| 2                     | Tyler Farrar          | États-Unis            | Garmin-Transitions    | 92                    |
| 3                     | Tom Boonen            | Belgique              | Quick Step            | 75                    |

| Grand Prix de la montagne | Grand Prix de la montagne | Grand Prix de la montagne | Grand Prix de la montagne | Grand Prix de la montagne |
| Rang                      | Cycliste                  | Pays                      | Équipe                    | Pts                       |
| ------------------------- | ------------------------- | ------------------------- | ------------------------- | ------------------------- |
|                           | David Moncoutié           | France                    | Cofidis                   | 86                        |
| 2                         | David de la Fuente        | Espagne                   | Fuji-Servetto             | 72                        |
| 3                         | Pieter Weening            | Pays-Bas                  | Rabobank                  | 48                        |

| Combiné | Combiné            | Combiné   | Combiné          | Combiné |
| Rang    | Cycliste           | Pays      | Équipe           | Pts     |
| ------- | ------------------ | --------- | ---------------- | ------- |
|         | Cadel Evans        | Australie | Silence-Lotto    | 18      |
| 2       | Alejandro Valverde | Espagne   | Caisse d'Épargne | 20      |
| 3       | Damiano Cunego     | Italie    | Lampre           | 26      |

| Classement par équipes | Classement par équipes | Classement par équipes | Classement par équipes | Classement par équipes |
| Rang                   | Pays                   | Équipe                 | Temps                  |                        |
| ---------------------- | ---------------------- | ---------------------- | ---------------------- | ---------------------- |
|                        | Caisse d'Épargne       | Espagne                | en 136 h 55 min 03 s   |                        |
| 2                      | Astana                 | Kazakhstan             | + 4 min 53 s           |                        |
| 3                      | Fuji-Servetto          | Espagne                | + 7 min 13 s           |                        |

## Abandons
- Fränk Schleck (Saxo Bank)
- John Gadret (AG2R La Mondiale)
- Michael Albasini (Columbia-HTC)